# 白蚂蚁花
白蚂蚁花（学名：Osbeckia nepalensis var. albiflora）是野牡丹科金锦香属蚂蚁花的变种。分布于尼泊尔以及中国大陆的西藏、云南等地，生长于海拔780米至1,600米的地区，多生于山坡、阳处、田沟边以及路边疏林下，目前尚未由人工引种栽培。